# Nymphon megalops
Nymphon megalops är en havsspindelart som beskrevs av Sars, G.O. 1877. Nymphon megalops ingår i släktet Nymphon och familjen Nymphonidae.
Artens utbredningsområde är Norra Ishavet. Inga underarter finns listade i Catalogue of Life.